# Willem ten Berge
Willem ten Berge (Leens, 3 juli 1903 – Overveen, 12 mei 1969) was een Nederlandse dichter, die naast Nederlands ook Gronings schreef.

## Achtergrond
Willem ten Berge werd geboren in Leens op het Groninger Hogeland in een rooms-katholiek middenstandsgezin, ging school bij de jezuïeten op het Canisiuscollege in Nijmegen en studeerde enkele jaren Frans en daarna klassieke talen. Hij was een broer van de missionaris en verzetsstrijder Jan ten Berge. Willem ten Berge woonde sinds 1926 in Overveen bij Haarlem en was daar sinds 1945 werkzaam als redacteur van het weekblad Katholieke Illustratie.
Hij was getrouwd met Jacqueline Hillen. Ze kregen zes kinderen. Zijn tragische levensloop verklaart dat Ten Berge als dichter al vroeg ging zwijgen. Door ziekte van zijn vrouw raakte zijn gezin verspreid. In 1950 verongelukte ook nog een dochtertje. Hij overleed op 12 mei 1969 in Overveen, waar hij werd begraven op het kerkhof naast de R.K. Kerk. Op de grafsteen staat de titel van een van zijn gedichten: "God schiep ons hart".

## Dichter van 'De Gemeenschap'
Zijn (Nederlandstalige) werk verscheen van 1926 tot 1930 voornamelijk in de literaire tijdschriften De Gemeenschap - waarin hij in 1926 debuteerde - en Roeping. Hij publiceerde twee dichtbundels: De Reiziger (1928), met op de omslag een houtsnede van Jozef Cantré, en De Zoon van het Hemelsche Rijk (1930).
Zijn bekendste gedicht uit de jaren van het interbellum is De oude machinist, waarin de invloed van de bundel Het Huis van Marnix Gijsen speurbaar is:
"Ik heb hem ontmoet

in een dompige conciërgerie van Parijs

hij was verweerd door regen en roet

oud en grijs.

Maar in zijn stem

dreunde de donder van stalen convooien,

het harde alarm

der rollende kooien,

gevoerd door zijn wakende hand

langs het gevaarlijk graniet

van het Alpenland;" enz.

## Eerste recensies
"Niet zomaar een gedicht uit het interbellum, maar een der meest gebloemleesde uit de roomse literaire periode", schreef Harry Scholten over De oude machinist in het artikel Reismotief en aankomstthema bij de jong-katholieken in het interbellum. Hij noemde Willem ten Berge "een sterke representant van het zogenaamde dynamische vers". (In: Voor H.A. Gomperts, Amsterdam 1980). C.J. Kelk sprak over 'een mensontfermend gedicht'. (In: De Nederlandse poëzie. Van haar oorsprong tot heden, Amsterdam 1948, blz. 305-306). Willem ten Berge werd in eerste recensies beschouwd als een belofte voor de Nederlandse poëzie.
In een bespreking van De Reiziger noemde Anton van Duinkerken Willem ten Berge "de dichter van de ontroerde objectiviteit" (In: De Gemeenschap, 1928, blz. 344-349). Jan Engelman prees in een recensie (in: De Nieuwe Eeuw, 23 augustus 1928) de natuurobservaties van Willem ten Berge, wanneer deze de natuur "zuiver en verdiept" heeft gezien, "zooals in het kleine, heldere 'Nachtlied' met zijn glans van blauw kristal en zijn Chopinklank". Dorpen sluimeren er "...hand in hand op de maanlicht-vacht van mijn land". De zee sluimert: "...verholen en wijd in de murmelende rhapsode-zang der eeuwigheid".

## De Vreemde Wereld
In 1938 verscheen de verhalenbundel De Vreemde Wereld met fantastische vertellingen. De recensent van het Handelsblad schreef op 29 november 1938: "…al deze onzin is echt doorleefd en zonder kunstmatigheid, dus suggestief verbeeld". Ten Berge had weliswaar een hang naar het geheimzinnige en was bijvoorbeeld een bewonderaar van Edgar Allan Poe, maar net als uit de poëzie van Ten Berge, spreekt ook uit zijn verhalen een dieper verlangen om het geheim van het menselijk bestaan met woorden te kunnen benaderen. Daarmee is ook sprake van een grote interesse voor mystiek. Zo was hij o.a. een bewonderaar van middeleeuwse mystici, zoals Hadewijch (schrijfster), Jan van Ruusbroec en Juan de la Cruz.
Na de Tweede Wereldoorlog was hij ook werkzaam als vertaler, onder meer van de roman De arme vrouw van Léon Bloy. Hij had in die tijd een baan als redacteur van (De) Katholieke Illustratie.

## Groninger dichter
Voor het hierboven geciteerde Nachtlied kan mogelijk het nachtelijke Hogeland Ten Berge hebben geïnspireerd. Het is geschreven in het Nederlands. Pas jaren na zijn dood zijn de nagelaten gedichten in het Gronings van Willem ten Berge, veertien in getal, alsnog gepubliceerd in de reeks Nedersaksische studies (1989) van de Rijksuniversiteit Groningen. Siemon Reker, streektaalfunctionaris van de provincie Groningen, spreekt in zijn bijdrage over "een zachte, verzorgde en bescheiden auteur, die in sommige ontroerende gedichten eerder op het zangerige af is". Hij doelde daarbij op de herhaling van woorden en regels, zoals in: "Widde Meeuw, doe wilde vlaiger, zails op wiend de hemel deur, zun schient op dien widde wieken, zun schient oet 'n wolkenscheur op dien wieken, wilde vlaiger, vlugs veurbie en koms nait weer...".
In een essay dat eerder werd voorgelezen op Radio Noord en dat werd gepubliceerd in het Groningse literaire tijdschrift Krödde, legt Peter Visser een treffend verband tussen drie van deze Groningse gedichten: Blomkes, 'T Vogeltje op 't Raitdaip en Zwaalfkes, die volgens hem een drieluik vormen. 
Het eerste gedicht gaat over kinderen die bloemen plukken langs de waterkant en nadien in hun bedjes lijken te dromen van de zomerdag, maar, suggereert Visser, misschien is het ook wel het visioen van de dichter, hoe de kinderen geborgen zijn in Gods eeuwigheid:
"...en kiener zai ik, oet klompes,

dei dreu'm van áál dei blomkes,

mit blomkes ien heur haand."

Want, zegt hij, in het het tweede gedicht lokt een vogeltje de kinderen op onbetrouwbaar ijs en dàt eindigt met:
"... het wiede ies dat boog en brak,

de klompkes dreven ien 'n wak:

er laip er ains, er laip

'n vogeltje op 't Raitdaip."

In het derde gedichtje, aldus Visser, is het naamloze vogeltje een zwaluw geworden, het water wordt er een metafoor voor het onzekere van het sterfelijke bestaan, dat even rimpelt en zich vervolgens weer als een laken (metafoor van de dood) uitstrekt en "stil" wordt op "een kosmisch niveau", nadat de zwaluw er even met zijn vleugeltje langs gestreken heeft, met als gevolg:
"...dat 't woader vot hail evenkes spat,

den is 't woader vot weer aans loaken

aans oetstreek'n laoken zoo glad".

## Beknopte bibliografie
- Willem ten Berge, De Reiziger, De Gemeenschap, Utrecht 1928.
- Willem ten Berge, De Zoon van het Hemelsche Rijk, Stols, Maastricht-Brussel 1928.
- Willem ten Berge, De Vreemde Wereld, Thijmfonds, Schiebroek 1938.

## Enkele letterkundige besprekingen en kritieken met betrekking tot Willem ten Berge
- Anton van Duinkerken, Wanted veracity, bespreking van de bundel De Reiziger in: De Gemeenschap jaargang 4, blz. 344, 1928 (opgenomen in de essaybundel Achter de vuurlijn, blz. 257-263)
- Th. A.P. Bijvoet e.a., De Gemeenschap, Schrijversprentenboek, vr. 24, Nederlands Letterkundig Museum en Documentatiecentrum, ´s-Gravenhage 1986, blz. 22, 26, 30, 31.
- Harrie Kapteijns, Het maandblad De Gemeenschap, Intenties en aspecten, Utrecht 1964, blz. 56.
- C.J. Kelk, De Nederlandsche Poëzie. Van haar oorsprong tot heden, Amsterdam 1938, blz. 305-306.
- Gerard Knuvelder, Handboek tot de moderne Nederlandse letterkunde, ’s-Hertogenbosch 1954, blz. 102-103.
- Harry Scholten, Aspecten van het tijdschrift De Gemeenschap, Ambo, Baarn 1978, blz. 207-208
- Harry Scholten, Een nieuwe jeugd ging opwaarts in zijn ster. Reismotief en aankomstthema bij de 'jong-katholieken' in het interbellum, in: Voor H.A. Gomperts, Amsterdam 1980, blz. 179-180.
- Gied ten Berge, Hendrik Entjes en Siemon Reker, Willem ten Berge Groninger dichter, poëzie en proza, Sasland Groningen 1989. (Met nagelaten Gronings werk, biografische schets, literaire positionering en evaluatie en een uitgebreide bibliografie van 1926-1965 en dito overzicht van besprekingen, kritieken en vermeldingen).
- Siemon Reker, Kiek ais hier! Brokjes taal en letteren van het Hogeland en elders in Groningen, Scheemda 2004, blz. 98 – 102.
- Peter Visser, Bie drei gedichten van Willem ten Berge, in: Krödde, Grunneger tiedschrift, nr. 66 (juni 1998), blz. 32-34.

Handschriften van Willem ten Berge en andere documenten bevinden zich in het Letterkundig Museum in Den Haag.